# Hôpital militaire Daoud Khan
L'hôpital militaire national Sardar Mohammad Daoud Khan, souvent appelé hôpital militaire Daoud Khan ou hôpital militaire national, est un hôpital militaire situé à Kaboul, en Afghanistan. Avec 400 lits,, c'est la plus grande installation médicale militaire en Afghanistan. Avant 2021 il accueille les membres de l'armée nationale afghane et d'autres membres de la communauté afghane des forces de l'ordre, et héberge également un département d'enseignement. Créé en 1973 par les Soviétiques, il est décrit comme le "joyau de la couronne" du système de santé afghan,.

## Historique
L'hôpital militaire Daoud Khan est construit par les soviétiques en 1973.
Aujourd'hui, avec 400 lits, l'hôpital militaire Daoud Khan est le centre médical le plus grand et le mieux équipé d'Afghanistan,,,.
Le 22 octobre 2015, le président afghan Ashraf Ghani visite l'hôpital.

### Attaques

#### 2011
Vers midi, le samedi 21 mai 2011, une puissante bombe explose sur le terrain de l'hôpital militaire Daoud Khan, tuant 6 personnes et en blessant 26,. C'est l'œuvre d'un kamikaze qui déclenche l'explosion à l'intérieur d'une tente sur le terrain de l'hôpital alors que des élèves en médecine y sont assis pour déjeuner,.
Les talibans revendiquent l'attaque par l'intermédiaire d'un porte-parole du groupe, Zabihullah Mujahid. Le président afghan Hamid Karzai condamne l'attaque comme un "acte sauvage" contre les valeurs humaines et religieuses, déclarant dans un communiqué : "Les ennemis de l'Afghanistan sont si cruels et sans esprit qu'ils attaquent même les patients et les médecins de l'hôpital, ce qui est contraire à la loi islamique et à ses principes". Le porte-parole de la Force internationale d'assistance et de sécurité, Vic Beck, qualifie la frappe d'"odieuse", affirmant qu'elle "représente l'attaque la plus basse et la plus lâche". La mission afghanes des Nations unies déclare dans un communiqué: "Tout le personnel et les installations médicales doivent être respectés et protégés en toutes circonstances. En tant que parties au conflit, tous les éléments antigouvernementaux ont des responsabilités claires en vertu du droit international humanitaire de protéger les civils et de ne pas les attaquer".

#### 2017
Le 8 mars 2017, l'hôpital militaire Daoud Khan est attaqué par un groupe d'hommes armés, dont certains vêtus de robes d'hôpital blanches. Des responsables gouvernementaux confirment qu'au moins 49 personnes sont tuées dans l'assaut de plusieurs heures, tandis que 63 autres sont blessées. Le 13 mars, le nombre de morts dépasse les 100, avec un nombre inconnu de blessés. L'État islamique affirme avoir mené l'attaque, mais les responsables suspectent plutôt le réseau Haqqani,.
Le président afghan Ashraf Ghani et le chef de l'exécutif Abdullah Abdullah font tous deux des déclarations condamnant l'attaque, tout comme les Nations unies. Dans les jours qui suivent l'attaque, Ghani et Abdullah se rendent à l'hôpital pour remercier les médecins et évaluer les dommages.
Depuis les États-Unis, le général d'armée John W. Nicholson Jr. (en), commandant des forces américaines en Afghanistan, condamne l'attaque comme un "crime inqualifiable" et félicite les forces de sécurité pour leur réponse rapide, affirmant qu'elles méritent "nos plus grands éloges et notre plus grand respect". L'ambassade des États-Unis à Kaboul déclare "Cibler un établissement médical fournissant des soins aux courageux afghans qui travaillent pour protéger leurs concitoyens n'a aucune justification possible dans aucune religion ou croyance".

#### 2021
Le 2 novembre 2021, près de deux mois après la prise de contrôle de Kaboul par les talibans, au moins 25 personnes, dont le "conquérant de Kaboul" Hamdullah Mukhlis (en), sont tuées et nombre d'autres sont blessées lors d'un important incident impliquant des explosions à l'entrée principale de l'hôpital, suivi par des coups de feu dans le bâtiment de 400 lits,,,,. Personne ne revendique immédiatement la responsabilité de l'attaque, mais les talibans affirment que les insurgés de l'État islamique au Khorassan ont mené l'attaque,.

## Administration et organisation
L'hôpital est créé pour soigner les soldats afghans blessés et est financé en grande partie par le gouvernement fédéral des États-Unis. Il est entièrement composé de médecins et d'infirmiers afghans, avec des médecins militaires américains et d'autres membres du personnel américains pour servir de mentors et de conseillers.

## Controverses
Au cours de l'été 2010, des allégations de corruption et d'abus sont révélées concernant l'hôpital militaire Daoud Khan. Cela comprend le vol généralisé, la mauvaise gestion et la négligence des patients, ainsi que des allégations selon lesquelles le personnel afghan volerait le carburant des générateurs de l'hôpital et volerait des médicaments pour les vendre au marché noir. De plus, les médecins et infirmiers afghans formés aux États-Unis se présentent rarement au travail. Les conditions hospitalières sont décrites comme "déplorables" et "semblables à celles d'Auschwitz". En septembre 2011, ces abus deviennent publics, et en octobre 2011, ces problèmes sont documentés par le département de la défense des États-Unis.
L'hôpital fait également l'objet d'une controverse en Afghanistan pour son traitement des combattants talibans. L'hôpital consacre deux étages aux patients talibans, qui sont soignés par des médecins sans discrimination.